# المبروكة (المفرق)
المبروكة منطقة سكنية تقع في لواء البادية الشمالية الغربية، محافظة المفرق في الأردن. تنتمي المنطقة لقضاء الخالدية (الأردن) الذي يضم 4 مناطق. يقدر عدد سكانها بـ 6749 نسمة حسب إحصاء 2015.

## الوصلات الخارجية
- دائرة الاحصاءات العامة